# 比特沃 (卡爾達斯省)
比特沃是哥倫比亞的城鎮，位於該國中部，由卡爾達斯省負責管轄，距離首府馬尼薩萊斯76公里，始建於1911年，面積172平方公里，海拔高度1,034米，2005年人口11,805。

## 外部連結
- Viterbo tourism (domain appears to be for sale as of November 20, 2010)
- （西班牙文） Official site （页面存档备份，存于）
- （西班牙文） www.tuviterbo.com

5°04′N 75°53′W / 5.067°N 75.883°W